# Helmer Kaski
Helmer Emanuel Kaski, född Wideman 1 augusti 1911 i Åbo, död 11 juli 1978 i Uleåborg, var en finländsk skådespelare.

## Filmografi[1]
- Mieheke, 1936
- Forsfararens brud, 1937
- Kaksi Vihtoria, 1939
- Aatamin puvussa... ja vähän Eevankin, 1940
- Tavaratalo Lapatossu & Vinski, 1940
- På livets landsväg, 1941